# Филадельфия Флайерз
«Филаде́льфия Фла́йерз» (англ. Philadelphia Flyers) — профессиональный хоккейный клуб из Филадельфии, штат Пенсильвания, США. «Филадельфия» представляет Столичный дивизион Восточной конференции Национальной хоккейной лиги. Появившись в НХЛ в результате расширения лиги на 6 клубов, «Флайерз» первыми из этой шестёрки сумели завоевать Кубок Стэнли (в 1974 и 1975 годах). С этого момента «Филадельфия» ещё шесть раз играла в финале Кубка, но выиграть его ещё раз «Флайерз» пока так и не удалось.
Все свои домашние матчи «Филадельфия» проводит на Броуд-стрит, в период с 1967 по 1996 годы — на ледовой арене «Спектрум», а с 1996 по настоящее время — в «Уэллс Фарго Центре». Благодаря этой улице «Флайерз» получили прозвище Broad Street Bullies («Хулиганы с Брод-стрит»).
Наиболее принципиальными соперниками «Флайерз» являются «Питтсбург Пингвинз», «Нью-Йорк Рейнджерс» и «Нью-Джерси Девилз» — клубы, с которыми «Филадельфия» довольно часто пересекается в регулярном чемпионате и плей-офф.

## История
«Филадельфия Флайерз» стала вторым клубом Национальной хоккейной лиги, когда-либо представлявшим столицу Пенсильвании. Её предшественник «Филадельфия Квакерз» образовалась перед началом регулярного сезона 1930—1931 в результате переезда в Филадельфию аутсайдера Лиги «Питтсбург Пайретс». Владельцем клуба был известный боксёр Бенни Леонард, в период 1917 по 1925 становившийся чемпионом мира по боксу в легком весе. Однако команда в Филадельфии просуществовала всего один сезон, в котором одержала 4 победы при 36 поражениях и 4 ничьих. Процент побед составил 13,6 %, что до сезона 1974/75 был самым худшим результатом в истории НХЛ. Убытки Леонарда составили около 80 тысяч долларов, что заставило его прекратить вкладывать деньги в клуб. В результате «Квакерз» были расформированы из-за отсутствия финансирования, а последняя игра клуба, проведённая 17 марта 1931 против Чикаго Блэкхокс, завершилась поражением 0:4.
Инициатором возвращения большого хоккея в Филадельфию стал Эд Снайдер. В 1964 году Снайдер, будучи вице-президентом клуба Национальной футбольной лиги «Филадельфия Иглз», посещая матчи аутсайдера НХЛ «Бостон Брюинз», отметил для себя необъяснимо высокую, на его взгляд, посещаемость домашних матчей «Брюинз» — более 15 тысяч болельщиков в среднем за матч. Оценив большие перспективы хоккейного бизнеса, он решил принять участие в борьбе за новую команду НХЛ. Когда НХЛ объявила о своем расширении с 6 команд до 12, Снайдер собрал необходимые для вступительного взноса 2 миллиона долларов, а также предоставил от властей города гарантии на постройку арены «Спектрум», после чего 15 мая 1967 года Филадельфия получила право создать у себя команду НХЛ. Генеральным менеджером клуба стал Бад Пойл, главным тренером — Кейт Аллен.
Снайдер является также автором названия команды. Вместе со своими партнёрами он перебрал более десятка вариантов, прежде чем ему пришло в голову слово Flyers — Летчики. Интересно, что свои первые несколько матчей команда Снайдера провела с видоизменённым названием — Fliers, которое имеет то же самое значение, что и Flyers.

### Филадельфия Флайерз на драфте расширения в 1967
Ещё до старта сезона «Филадельфии» предстоял драфт расширения — традиционная для команд-новичков процедура в НХЛ, дававшая дебютантам право набрать стартовый состав, пригласив по 20 любых хоккеистов из составов команд-старожилов (поскольку клубы-новички не имели права участвовать в драфте новичков, драфт расширения оказался единственным способом набрать стартовый состав для всех новых клубов Лиги). Все участники Большой Шестёрки имели возможность защитить по одному вратарю и одиннадцать полевых игроков, судьбу остальных как раз предстояло решить на драфте расширения. В итоге Филадельфия собрала очень крепкий коллектив:
| #   | Игрок               | Перешёл из         |
| --- | ------------------- | ------------------ |
| 1.  | Берни Парент (В)    | Бостон Брюинз      |
| 2.  | Даг Фавелл (В)      | Бостон Брюинз      |
| 3.  | Эд ван Имп (З)      | Чикаго Блэкхокс    |
| 4.  | Джон Мишук (З)      | Чикаго Блэкхокс    |
| 5.  | Джо Ватсон (З)      | Бостон Брюинз      |
| 6.  | Дик Черри (З)       | Бостон Брюинз      |
| 7.  | Жан Готье (З)       | Монреаль Канадиенс |
| 8.  | Терри Болл (З)      | Нью-Йорк Рейнджерс |
| 9.  | Брит Селби (ЛК)     | Торонто Мейпл Лифс |
| 10. | Лу Анготти (Ц)      | Чикаго Блэкхокс    |
| 11. | Леон Рошфор (ПК)    | Монреаль Канадиенс |
| 12. | Дон Блэкберн (ЛК)   | Торонто Мейпл Лифс |
| 13. | Гэри Дорнхофер (ПК) | Бостон Брюинз      |
| 14. | Форбс Кеннеди (Ц)   | Бостон Брюинз      |
| 15. | Пэт Ханниган (ПК)   | Торонто Мейпл Лифс |
| 16. | Двайт Каррутерс (З) | Детройт Ред Уингз  |
| 17. | Боб Курси (Ц)       | Монреаль Канадиенс |
| 18. | Кит Райт (ЛК)       | Бостон Брюинз      |
| 19. | Гарри Питерс (Ц)    | Монреаль Канадиенс |
| 20. | Джим Джонсон (Ц)    | Нью-Йорк Рейнджерс |

### 1967—1972
Первый матч сезона «Филадельфия» провела 11 октября 1967 года на выезде с «Калифорния Силз» и проиграла его со счётом 1:5 — автором первой заброшенной клубом шайбы стал центральный нападающий Билл Сазерленд. Затем последовала первая победа — неделю спустя также на выезде был обыгран Сент-Луис Блюз со счётом 2:1. Дебют «Флайерз» на родной арене состоялся 19 октября 1967 г. — в присутствии 7 812 зрителей «Филадельфия» выиграла у принципиальных соперников из Питтсбурга со счётом 1:0. К тому времени уже определился первый капитан «Филадельфии» — им стал Лу Анготти. По итогам регулярного сезона «Филадельфия» заняла первое место в Западном дивизионе, одержав 31 победу в 71 матче, причем последний месяц сезона «Флайерз» вынуждены были провести вдали от родных стен. Из-за унесенной ветром крыши в Спектруме площадка стала непригодна для проведения матчей НХЛ, вследствие чего все мартовские домашние матчи сезона «Филадельфия» провела в канадском Квебеке В первом раунде плей-офф «Флайерз» проиграли «Сент-Луису» в семи встречах — 3:4. По окончании сезона Леон Рошфор стал лучшим снайпером клуба — на его счету была 21 шайба.
В межсезонье Анготти покинул команду, а место капитана досталось Эд ван Импу. В сезоне 1968—1969 Филадельфия выступила хуже, заняв третье место в Западном дивизионе и одержав всего 20 побед из 76 и потерпев крупнейшее поражение в истории клуба — 0:12 от «Чикаго Блэкхокс». Это позволило команде пробиться в плей-офф, однако, потерпев 4 поражения подряд от того же «Сент-Луиса», Филадельфия снова вылетела из розыгрыша Кубка Стэнли в первом раунде.
Списав неудачи команды на отсутствие высоких игровых кондиций, Эд Снайдер поручил Баду Пойлу приобретать преимущественно мощных и жёстких игроков. Вскоре Кит Аллен сменил Бада Пойла на должности генерального менеджера, а на его место пришёл Вик Стасюк, трёхкратный обладатель Кубка Стэнли в составе «Детройта». За счёт ослабления защитной линии в команде заметно усилилась атака и повысилась агрессивность, за что в дальнейшем «Флайерз» стали называть командой убийц. Во втором раунде драфта под номером 17 был задрафтован 19-летний Бобби Кларк, ставший легендой клуба, а под номером 52 — будущий знаменитый тафгай Дейв Шульц по прозвищу Кувалда.
Уже на тренировках стало понятно, что Кларк — лучший игрок команды, и он быстро стал любимцем болельщиков. 15 шайб и 31 передача в сезоне 1969—1970 позволили Кларку получить приглашение на Матч всех звезд НХЛ. Однако по итогам регулярного чемпионата «Филадельфия» заняла всего лишь пятое место и не попала в плей-офф, невероятным образом проиграв последние 6 матчей сезона, хотя ей надо было набрать в них всего одно очко. Одержав всего 17 побед в 76 матчах, «Флайерз» установили своеобразный антирекорд по проценту выигранных матчей, который держался до сезона 2006—2007. В сезоне 1970—1971 «Филадельфия» вышла в плей-офф, однако вылетела в первом же раунде в результате четырёх подряд поражений от «Чикаго Блэкхокс», что привело к отставке главного тренера команды Вика Стасюка.
Сезон 1971—1972 «Филадельфия» начинала уже под руководством знаменитого тренера Фреда Широ. В 1961 году он летал в Советский Союз, где ознакомился с системой легендарного Анатолия Тарасова. При Широ впервые в истории НХЛ появился специалист по игре в большинстве, а Кларк стал самым молодым на тот момент капитаном в истории НХЛ.
Кларк продолжал прогрессировать и по итогам сезона 1971—1972 завоевал свой первый индивидуальный трофей — Билл Мастертон Трофи — за верность и преданность хоккею. Однако для «Филадельфии» сезон вновь сложился неудачно — всего лишь пятое место и упущенная за 4 секунды до конца матча с «Баффало Сейбрз» путёвка в плей-офф. Как выяснилось, в следующий раз «Филадельфия» не попадёт в плей-офф только через 18 лет.

### 1972—1976
В сезоне 1972—1973 «Филадельфия» впервые в своей истории преодолела отметку в 50 % набранных очков и заняла в Западном дивизионе второе место. Сразу два игрока «Филадельфии», Маклиш и Кларк, набрали более 100 очков за сезон. Также Флайерз удалось пройти дальше первого раунда плей-офф — со счётом 4:2 была обыграна «Миннесота». Однако, затем последовало поражение от «Монреаля» в полуфинале со счётом 1:4. После окончания сезона Кларк впервые получил Харт Трофи — приз самому ценному игроку регулярного сезона.
В межсезонье в команду вернулся голкипер Берни Парент, скитавшийся по клубам ВХА, и «Филадельфия» начала поход за Кубком Стэнли, победив в 50 матчах регулярного чемпионата из 76 и набрав 112 очков. В то же время Дейв Шульц обновил рекорд НХЛ по количеству штрафных минут за сезон (348), а Кларк набрал 87 очков (35+52). Что касается Парента, то он отыграл 73 матча, где одержал 47 побед (рекорд НХЛ всех времён) и 12 матчей отстоял на ноль (рекорд клуба).
В четвертьфинале «Флайерз» всухую переиграли «Атланту» — 4:0. В полуфинале Филадельфии предстояла встреча с бывшей командой Фреда Шеро — «Нью-Йорк Рейнджерс». Серия продлилась до семи матчей, в каждом из которых победу праздновал хозяева площадки. Победив в седьмой встрече со счётом 4:3 «Флайерз» столкнулись с «Бостоном», который по пути к финалу разобрался с «Чикаго» и «Детройтом». Первый матч финала «Флайерз» проиграли, затем «Филадельфия» одержала три победы подряд, но «Бостон» сократил отставание до минимума. Уже в самом начале шестого матча Маклиш вывел «Флайерз» вперед, и его шайба оказалось единственной в матче. Парент выиграл свои очередные трофеи — Везина Трофи — приз лучшему вратарю и Конн Смайт Трофи — приз самому ценному игроку плей-офф. В итоге «Филадельфия» завоевала свой первый Кубок Стэнли уже на седьмой год своего существования.
В сезоне 1974—1975 Шульц обновил свой рекорд по количеству штрафных минут до вечного (472 — рекорд, не побитый до сих пор). «Флайерз» увеличили количество выигранных матчей за сезон до 51 и потерпели всего 16 поражений. После уверенного разгрома «Торонто» в первом раунде плей-офф, «Филадельфия» встречалась в полуфинале с «Нью-Йорк Айлендерс». Уже после третьей игры Флайерз практически обеспечили себе место в финале, однако «Айлендерс» невероятным образом умудрился сравнять счёт в серии и продлить серию до седьмой игры, где «Филадельфия» оказалось более успешной, выиграв со счётом 4-1.
В финале «Флайерз» противостояло «Баффало Сейбрз», которое добралось до решающих матчей впервые. Выиграв две домашние встречи, «Филадельфия» уступила в двух гостевых, однако в итоге сказался статус фаворита, и «Флайерз» победили в 5 и 6 встречах, второй год подряд завоевав Кубок Стэнли. Кларк завоевал свой второй Харт Трофи, а Парент второй год подряд — Везина Трофи и Конн Смайт Трофи.
Знаменательным событием стал матч «Филадельфии» против ЦСКА, который состоялся 11 января 1976 года. С самого начала матча «Флайерз» набросились на соперников, и уже на 11-й минуте игры главный тренер ЦСКА Константин Локтев в знак протеста увёл свою команду в раздевалку после грубой атаки Эд ван Импа против Валерия Харламова. Матч обещал закончиться грандиозным скандалом уже в первом периоде, однако организаторы серии убедили армейцев вернуться на площадку (по информации отдельных источников, игроки ЦСКА согласились вновь выйти на лёд, когда услышали, что в противном случае не получат за игру положенных денег). При этом никто и никогда не подтвердил эту информацию; авторитетность данных «источников» вызывает серьёзные сомнения. Матч закончился со счётом 4:1 в пользу «Флайерз», и после матча Фред Широ произнёс знаменитую фразу:
Yes we are world champions. If they had won, they would have been world champions. We beat the hell out of a machine
В сезоне 1975-1976 «Филадельфия» стала лучшей командой Западного дивизиона, одержав в 80 матчах регулярного чемпионата 51 победу и набрав 118 очков, и завоевала приз Кларенса Кэмпбелла. Тройка Лич-Барбер-Кларк на троих забросила 141 шайбу (61+50+30). Победив в семи матчах «Торонто», Филадельфия вышла на «Бостон», для победы над которым «Флайерз» понадобилось всего пять встреч. В последней встрече серии, которая закончилась со счётом 6:3 в пользу «Флайерз», Реджи Лич установил клубный рекорд, забросив пять шайб. Однако в финале «Филадельфию» уже ждал «Монреаль», до этого разгромивший «Чикаго» (4-0) и «Нью-Йорк Айлендерс» (4-1). Уступив в четырёх матчах, «Флайерз» не сумели третий год подряд завоевать Кубок Стэнли. По итогам сезона Кларк получил свой третий Харт Трофи, а Личу был вручён Конн Смайт Трофи за 19 заброшенных шайб в 16 матчах плей-офф (рекорд НХЛ, не побитый до сих пор).

### 1976—1984
В сезоне 1976-1977 расцвет «Флайерз» потихоньку начал подходить к своему завершению. К тому же в «Лос-Анджелес Кингз» был продан Дейв Шульц, являвшийся душой коллектива. Несмотря на это, «Филадельфия» в четвёртый раз подряд завоевала первое место в своём дивизионе, одержав 48 побед в 80 матчах и набрав 112 очков. В четвертьфинале «Флайерз» противостоял «Торонто», в предварительном раунде обыгравший Питтсбург — 2:1. Для прохода в четвертьфинал «Филадельфии» потребовалось провести шесть матчей из семи возможных. Но в полуфинале «Флайерз» по всем статьям уступили «Бостону» — 0:4 — и выбыли из розыгрыша Кубка Стэнли. Сезон 1977-1978 «Филадельфия» провела ещё хуже, чем предыдущий — 45 побед из 80 возможных и всего лишь второе место в дивизионе. Впервые за всю историю клуба «Флайерз» пришлось начинать плей-офф с предварительного раунда — со счётом 2:0 было обыграно «Колорадо». Затем последовал разгром «Баффало» в пяти играх четвертьфинала и поражение в полуфинале с таким же счётом от «Бостона». По итогам сезона команду покинул главный тренер Фред Широ, объяснив своё решение недостатком мотивации.

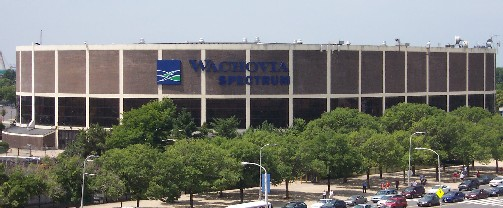
Ваковия Спектрум

Сезон 1978-1979 «Флайерз» начинали уже под руководством Боба Маккаммона — бывшего хоккеиста, никогда не игравшего в НХЛ, но завоевавшего два Кубка Колдера в качестве главного тренера команды АХЛ «Мэн Маринерс». Старт у команды не получился, и вскоре Пэт Куинн, до этого работавший в клубе помощником Фреда Широ, а после его ухода — главным тренером «Мэн Маринерс», сменил Маккаммона на посту главного тренера «Филадельфии». По итогам регулярного сезона «Филадельфия» одержала 40 побед в 80 матчах и вышла в плей-офф со второго места в дивизионе. Предварительный раунд команда прошла с трудом (для прохода «Ванкувера» «Филадельфии» понадобилось провести все три встречи), а в четвертьфинале её ждало полное фиаско: после выигранной гостевой встречи у «Нью-Йорк Рейнджерс», «Филадельфия» пропустила в последующих четырёх матчах 26 шайб, забросив при этом всего пять.
После окончания сезона Куинн решился на кардинальные изменения в тренерском штабе: на место Боба Бучера в качестве играющего помощника тренера был назначен Бобби Кларк, а капитаном — Мел Бриджмен. В скором времени это привело к значительным успехам команды. В сезоне 1979-1980 «Филадельфия» установила рекорд клуба — 35 матчей подряд без поражений (25 побед и 10 ничьих), который держится и по сей день. Ещё за 14 игр до конца регулярного сезона «Флайерз» обеспечили себе первое место в дивизионе, в итоге обогнав ближайшего преследователя «Нью-Йорк Айлендерс» на 25 очков. Для попадания в финал «Филадельфии» потребовалось всего 14 встреч, в которых она попутно обыграла «Эдмонтон Ойлерз» (4:0), «Нью-Йорк Рейнджерс» (4:1) и «Миннесоту Норт Старз» (4:1). Однако «Филадельфии» в очередной раз не удалось добиться успеха в финале, где в шести встречах она уступила «Нью-Йорк Айлендерс». Не обошлось без скандала: в шестом матче финала при счёте 1:1 судья засчитал вторую шайбу «Айлендерс», хотя ещё до броска игра должна была быть прервана из-за явного положения вне игры.
Следующие четыре сезона «Флайерз» провели неудачно — только один раз становились победителями дивизиона, при этом ни разу не смогли попасть в финал Лиги. В предварительном раунде плей-офф сезона 1980-1981 «Филадельфия» в 5 встречах обыграла «Квебек Нордикс», а в четвертьфинале в семи играх уступила «Калгари Флэймз». Затем в сериях плей-офф 1981-1982 и 1982-1983 на пути «Флайерз» неизменно становился «Нью-Йорк Рейнджерс», а в 1983-1984 — «Вашингтон Кэпиталз».

### 1984—1992
После этого сезона на должность генерального менеджера был назначен завершивший карьеру игрока Бобби Кларк, на место главного тренера — тогда малоизвестный Майк Кинэн, а на место капитана команды — Дейв Пулин. В итоге сезон 1984/1985 «Филадельфия» провела гораздо лучше предыдущего — 53 победы в 80 матчах и уверенное первое место в регулярном сезоне. В полуфинале дивизиона «Флайерз» уверенно переиграли «Нью-Йорк Рейнджерс» — 3:0, затем последовали победы в пяти играх над Нью-Йорк Айлендерс и в шести — над «Квебек Нордикс». В первой встрече финала «Филадельфия» уверенно обыграла «Эдмонтон Ойлерз» — 4:1, однако затем в игре команды в очередной раз что-то испортилось, и «Флайерз» уступили в четырёх последующих матчах финала. Голкиперу «Филадельфии» Пелле Линдбергу, как лучшему голкиперу регулярного сезона, был вручен Везина Трофи. Этот приз стал последним в его карьере — в ноябре 1985 года Линдберг разбился в автомобильной катастрофе. В следующем сезоне «Филадельфия» повторила свой рекорд по количеству побед в регулярном сезоне; однако в плей-офф выступила неудачно, уступив в пяти встречах «Нью-Йорк Рейнджерс» уже на стадии полуфинала дивизиона.

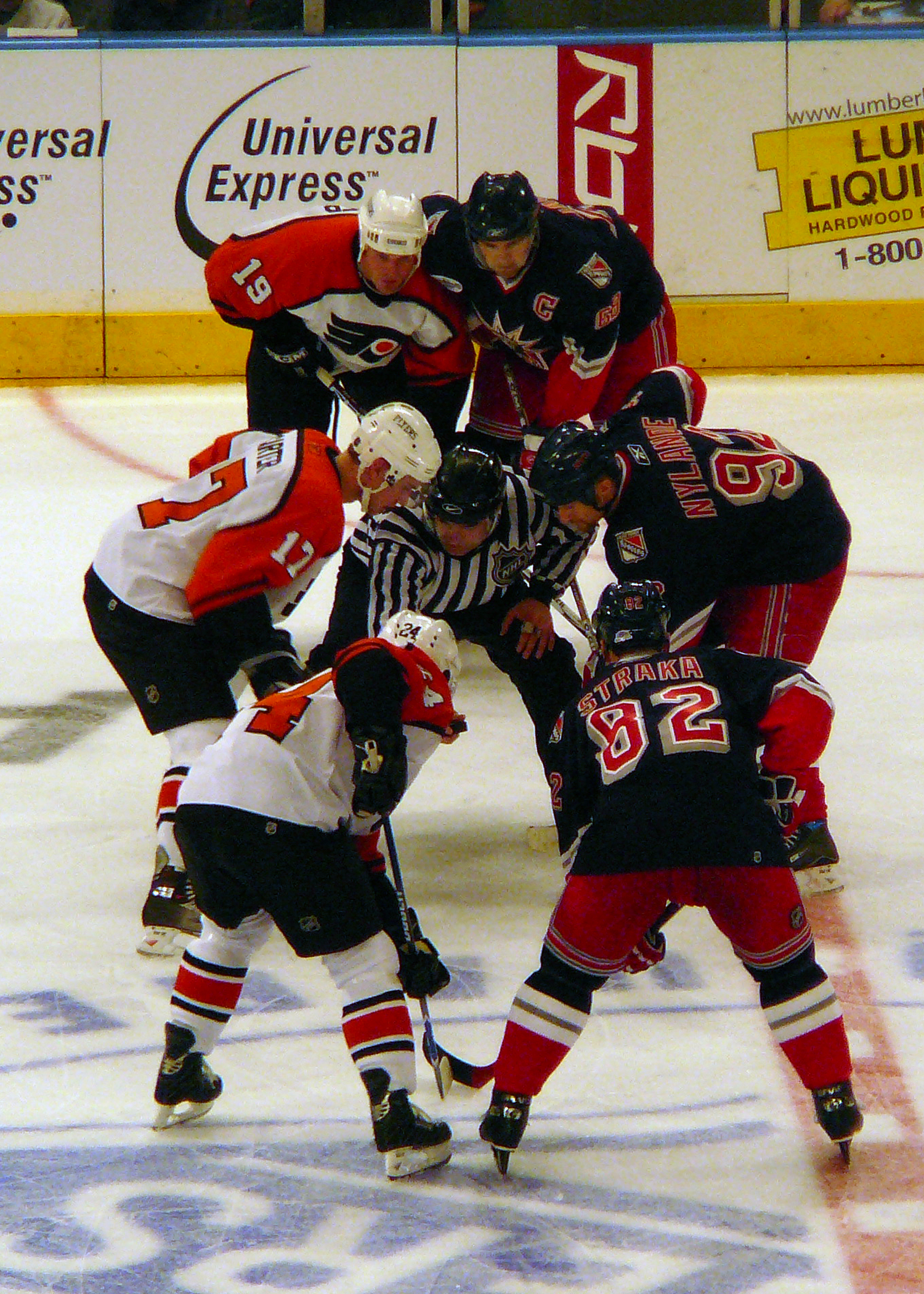
Флайерз против Рейнджерс

В следующем сезоне в составе «Филадельфии» появился молодой и перспективный голкипер Рон Хексталл. Он стал третьим, после Парента и Линдберга, голкипером «Флайерз», который сумел завоевать Везина Трофи в свой дебютный сезон. Что касается «Филадельфии», то она завоевала первое место в дивизионе, и в полуфинале дивизиона в шести встречах переиграла «Нью-Йорк Рейнджерс». Затем последовали победы: в финале дивизиона над «Нью-Йорк Айлендерс» — в семи, а в финале Конференции над «Монреаль Канадиенс» — в шести встречах. Однако по мере продвижения к финалу Лиги, лазарет «Филадельфии» стремительно пополнялся, а основной потерей «Флайерз» стал лучший из игроков, реализующий большинство — Тим Керр. Это серьёзно сказалось на первых матчах финала, где к началу пятой встречи «Филадельфия» уступала «Эдмонтон Ойлерз» 1:3 в серии. Несмотря на столь внушительное отставание, «Флайерз» удалось его ликвидировать и продлить серию до решающего матча финала, в котором «Эдмонтон» был сильнее — 3:1. По итогам сезона Дейв Пулин получил Фрэнк Дж. Селки Трофи как лучший нападающий оборонительного плана.
Регулярный сезон 1987/1988 «Филадельфия» завершила на третьем месте в дивизионе, одержав всего 38 побед из 80 — так низко «Флайерз» не опускались с сезона 1983/1984. За время регулярного сезона произошло знаменательное событие — Хексталл стал первым голкипером в Лиге, забросившим шайбу в пустые ворота соперников (это произошло 8 декабря 1987 в матче против «Бостон Брюинз»). В полуфинале дивизиона «Филадельфии» предстояла встреча с «Вашингтоном». Матчи серии обещали быть довольно равными, поскольку в регулярном сезоне и «Флайерз», и «Кэпиталз» набрали по 85 очков и одержали по 38 побед, однако к началу пятой встречи «Филадельфия» уверенно вела в счёте — 3:1.
Затем «Вашингтон» одержал две победы подряд, а в решающем, седьмом матче сумел вырвать победу в овертайме, проигрывая по ходу встречи 0:3. После этого провала Майк Кинэн был уволен с поста главного тренера «Филадельфии», а на его место был назначен бывший форвард «Флайерз» Пол Холмгрен. Под его руководством «Филадельфия» заняла четвёртое место в регулярном сезоне 1988/1989, одержав 38 побед и потерпев 38 поражений. Хоть это стало и худшим результатом «Флайерз» с сезона 1972/1973, в плей-офф команда сумела пройти до финала Конференции, попутно обыграв «Вашингтон Кэпиталз» — 4:2 и «Питтсбург Пингвинз» — 4:3. Однако пройти «Монреаль» «лётчикам» не удалось — они уступили 2:4. Примечательно, что в пятой встрече серии против «Вашингтона» Рон Хексталл установил своё очередное достижение, стал первым голкипером Лиги, забросившим шайбу в матчах плей-офф.
С сезона 1989/1990 у «Филадельфии» наметился игровой спад. Из-за травмы «Флайерз» потеряли Хексталла, достойной замены ему не нашлось. Также у команды поменялся капитан — им стал Рон Саттер вместо Дейва Пулина, который вместе с Брайаном Проппом позднее были обменяны в «Бостон Брюинз». В итоге «Филадельфия» одержала всего 30 побед в 80 матчах и заняла последнее место в дивизионе. Тут же последовали кадровые перестановки — вместо Бобби Кларка на пост генерального менеджера был назначен Расс Фаруэлл; Кларк же впоследствии оказался в «Миннесоте Норт Старз». Регулярный сезон 1990/1991 «Филадельфия» завершила уже на пятом месте, имея при этом 33 победы на счету.
С сезона 1991/1992 в составе «Филадельфии» появился ранее выступавший за «Сент-Луис Блюз» центрфорвард Род Бриндамор. Он был обменян на своего коллегу по амплуа Рона Саттера, чьи капитанские полномочия перешли к Рику Токкету. Однако должного эффекта это не возымело — уже к середине регулярного сезона «Филадельфия» балансировала на грани попадания в плей-офф. В результате Пол Холмгрен был уволен, а на его место был назначен Билл Дайнин. В феврале 1992 «Филадельфия» обменяла своего капитана Рика Токкета на Марка Рекки из «Питтсбург Пингвинз». В итоге сезон «Филадельфия» в очередной раз завершила за чертой плей-офф, одержав 32 победы в 80 встречах и набрав 75 очков.

### 1992—2000
Перед началом регулярного сезона 1992/1993 «Филадельфия» подписала Эрика Линдроса, ранее задрафтованного под первым номером «Квебек Нордикс» в 1991. В борьбе за игрока основным соперником Филадельфии оказался «Нью-Йорк Рейнджерс», и дело дошло до того, что «Нордикс» договорился и с ними о продаже Линдроса. Однако независимый судья Ларри Бертуцци решил, что «Квебек» оформил сделку с «Флайерз» раньше, чем с «Рейнджерс». Чтобы заполучить Линдроса, «Филадельфии» пришлось обменять в «Квебек» шесть игроков — Стива Дюшена, Петера Форсберга, Рона Хексталла, Керри Хаффмана, Майка Риччи и Криса Саймона; также в уплату пошли выборы в первых раундах на драфтах 1993 и 1994 + 15 миллионов долларов.
В итоге Линдрос, Рекки и Федык сформировали так называемую «сумасшедшую восьмёрку» (англ. Crazy Eights) — поскольку номера этих игроков оканчивались на 8 (88, 8 и 18 соответственно). В регулярном сезоне 1992/1993 Рекки набрал 123 очка (53+70), а Линдрос забросил 41 шайбу, однако Филадельфия в очередной раз не смогла отобраться в плей-офф, недобрав всего четыре очка до заветного 4 места в дивизионе. Примечательно, что после ухода в «Питтсбург» Рика Токкета у «Филадельфии» официально не был назначен капитан команды, а его обязанности исполняли сразу три ассистента — Кит Эктон, Терри Каркнер и Кевин Динин, сын главного тренера «Флайерз» Билла Динина, уволенного сразу после окончания сезона.

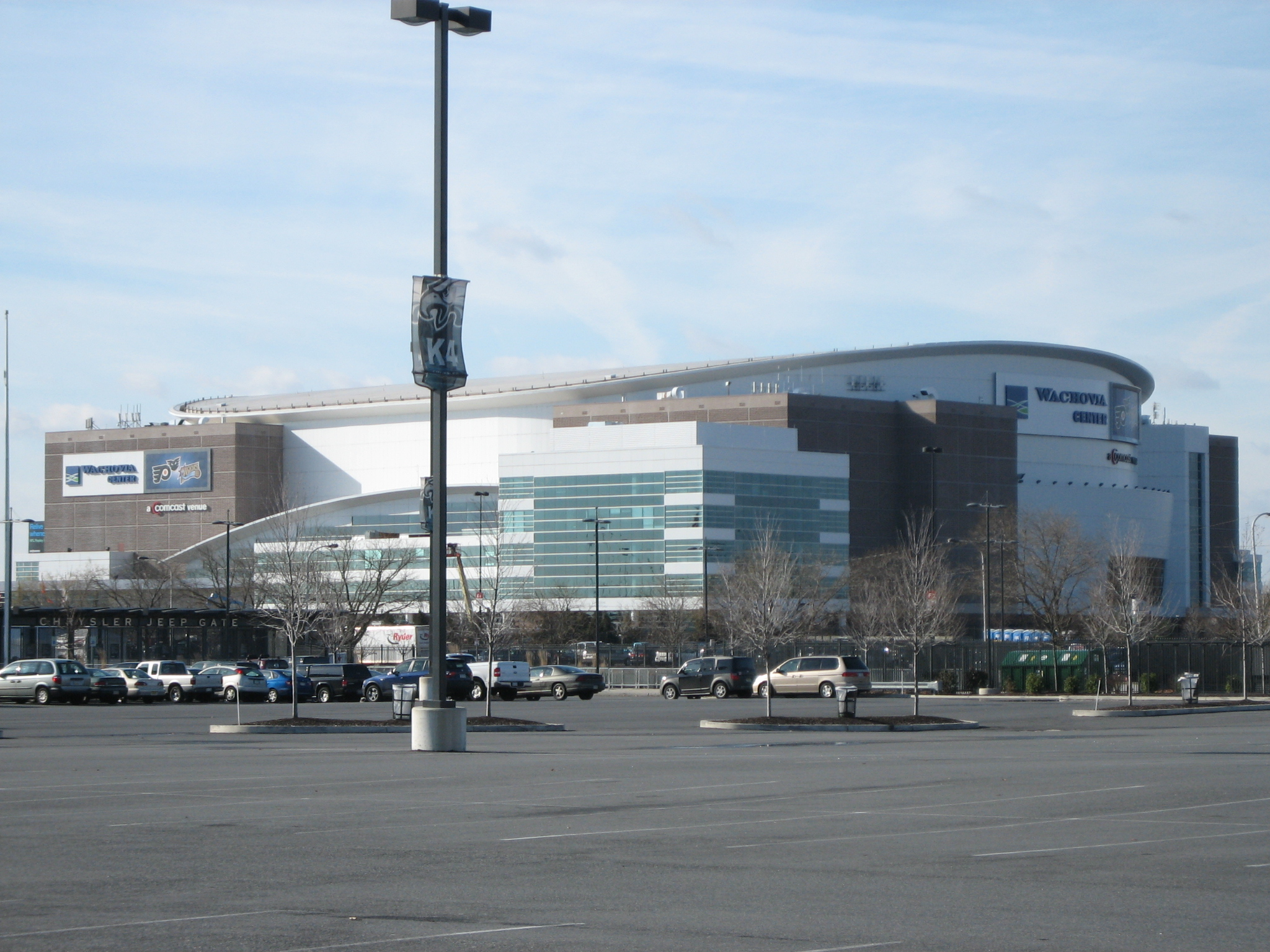
Ваковия Центр

Сезон 1993/1994 «Филадельфия» начинала уже под руководством Терри Симпсона, перед которым была поставлена задача вывести команду в плей-офф. Однако по итогам регулярного сезона «Филадельфия» заняла шестое место в дивизионе, одержав всего 35 побед. Терпение Эда Снайдера лопнуло, и, помимо Симпсона, также был уволен генеральный менеджер «Филадельфии» Расс Фаруэлл, на должность которого в очередной раз был назначен Бобби Кларк.
Новым главным тренером «Флайерз» стал Терри Мюррей, до этого тренировавший клуб Международной хоккейной лиги «Цинциннати Сайклонс». Первым его серьёзным шагом стало назначение Эрика Линдроса капитаном команды вместо Кевина Динина. А перед самым началом регулярного сезона 1994/1995 по его инициативе «Филадельфия» обменяла Марка Рекки на трёх игроков «Монреаль Канадиенс» — Джона Леклера, Эрика Дежардена и Жильбера Дионна. Также в состав «Флайерз» вернулся Рон Хексталл, проводивший предыдущий сезон в «Нью-Йорк Айлендерс». В итоге Линдрос, Леклер и Ренберг, в прошлом сезоне установивший рекорд для новичков «Филадельфии» — 82 очка, сформировали так называемый «Легион Смерти» (англ. Legion of Doom). Поскольку регулярный сезон 1994/1995 был сокращен из-за локаута, клубам Лиги пришлось провести всего 48 игр вместо 84. Этого хватило «Филадельфии», чтобы занять первое место в дивизионе и выйти в плей-офф впервые за последние шесть лет. Линдрос завоевал сразу два трофея — Харт Трофи и Лестер Пирсон Авард. В четвертьфинале Конференции «Филадельфия» в пяти встречах переиграла «Баффало Сейбрз», затем последовал разгром в четырёх встречах «Нью-Йорк Рейнджерс» в полуфинале, а финале Конференции «Флайерз» уступили в шести встречах будущему чемпиону «Нью-Джерси Девилз».
В сезоне 1995/1996 «Филадельфия» одержала 45 побед в 82 встречах и вышла в плей-офф с первого места в дивизионе. В регулярном сезоне Эрик Линдрос набрал 115 очков, а Джон Леклер забросил 51 шайбу. В четвертьфинале Конференции «Флайерз» встречались с «Тампой», и поначалу уступали в серии 1-2, однако затем «Филадельфия» одержала три победы кряду. А в полуфинале с «Флоридой» всё произошло ровно наоборот — сначала «Флайерз» вели в серии 2-1, а потом уступили в трёх встречах подряд.
Сезон 1996/1997 Филадельфия начала уже на новой арене «КорСтейт Центр», заменившей «Спектрум». В итоге регулярный сезон стал практически копией предыдущего — те же 45 побед, снова Леклер преодолел отметку в 50 заброшенных шайб; единственное, что не удалось повторить «Флайерз» — занять первое место в дивизионе. Затем последовали уверенные победы в четвертьфинале над «Питтсбургом», в полуфинале над «Баффало» и финале Конференции над «Нью-Йорк Рейнджерс» — все со счётом 4-1. Однако на большее команду не хватило — в финале Кубка «Детройт» не оставил камня на камне от «Филадельфии» — 4-0, испытав затруднения только в последней встрече. По итогам сезона Леклер получил НХЛ плюс/минус Авард как лучший по показателю +/-, а главный тренер Терри Мюррей был уволен.
Сезон 1997/1998 «Флайерз» начинают под руководством Уэйна Кэшмана, до этого 4 года работавшего ассистентом тренера в «Тампе». Однако по истечении 21 встречи, в которых «Филадельфия» одержала всего 12 побед, Кэшман был понижен до ассистента тренера, а на его место назначен главный тренер «Флориды Пантерс» Роджер Нильсон. По окончании регулярного сезона «Флайерз» заняли второе место в дивизионе и в четвертьфинале встречались с «Баффало», которому понадобилось всего пять встреч, чтобы обыграть «Филадельфию». Основной причиной поражения была названа неуверенная игра голкипера Флайерз Шона Бурка, поэтому клуб начал поиски нового стража ворот. Им стал голкипер «Нью-Йорк Рейнджерс» Джон Ванбисбрук. Сезон 1998/1999 «Флайерз» провели неудачно, в основном из-за потери Эрика Линдроса, который получил серьёзную травму в матче против «Нэшвилла». Как и год назад, «Филадельфия» завершила свои выступления уже на стадии четвертьфинала — в шести встречах «Флайерз» уступили «Торонто Мейпл Лифс».
За три месяца до начала регулярного сезона 1999/2000 в течение нескольких дней произошло два трагических события — 14 июля скончался телевизионный комментатор Джин Харт, в течение трёх десятилетий освещавший матчи «Филадельфии», а 23 июля погиб российский защитник «Флайерз» Дмитрий Тертышный. В январе 2000 «Филадельфия» обменяла своего центрфорварда Рода Бриндамора на нападающего «Каролины» Кита Примо. В феврале главный тренер «Флайерз» Роджер Нильсон был госпитализирован с диагнозом опухоль кости, а за время его отсутствия исполняющим обязанности главного тренера был его ассистент Крэйг Рэмси. Меньше чем через месяц после этого Линдроса стали преследовать травмы головы, за что он стал критиковать клубных врачей, и это стоило ему капитанской нашивки — она досталась защитнику Эрику Дежардену.
Всё это только сплотило «Филадельфию», и команда в итоге вышла в плей-офф с первого места в дивизионе. В четвертьфинале «Флайерз» уверенно переиграли «Баффало» в четырёх встречах, в полуфинале — выиграли у «Питтсбурга» в шести играх, уступая после первых двух. А в финале Конференции «Филадельфии» оказался не по зубам «Нью-Джерси Девилз», хотя после четвёртой встречи «Флайерз» лидировали со счётом 3-1. Однако «Девилз» удалось победить в трёх оставшихся играх и выйти в финал Лиги. Примечательно, что после пятого матча в состав команды вновь вернулся Линдрос, но в седьмой встрече он получил очередное, уже четвёртое сотрясение мозга за сезон и выбыл из строя на неопределённый срок.

### 2000—2004

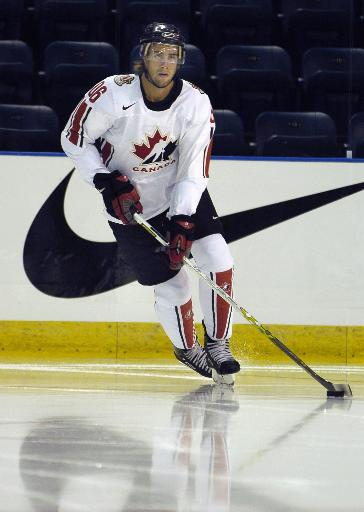
Симон Ганье

С сезона 2000/2001 Крэйга Рэмси повышают до главного тренера «Филадельфии», но вскоре его сменяет на посту легенда «Флайерз» Билл Барбер. Под его руководством «Флайерз» уверенно провели регулярный сезон, но плей-офф завершили свои выступления уже на стадии четвертьфинала конференции, проиграв в шести матчах «Баффало Сейбрз». Однако это не помешало Барберу завоевать Джек Адамс Авард, а новому голкиперу «Флайерз» Роману Чекманеку Везина Трофи не достался только из-за восьми пропущенных шайб в шестом матче с «Баффало». В межсезонье Филадельфия обменяла своего многолетного лидера Эрика Линдроса на игроков «Нью-Йорк Рейнджерс» Павла Брендла, Кима Джонссона, Яна Главача и выбор в 3 раунде, на котором Флайерз выбрали Стефана Ружичку. Также у команды сменился капитан — через восемь матчей после начала регулярного сезона им стал Кейт Примо. Как и год назад, «Филадельфия» без особых проблем провела регулярный сезон, заняв первое место в дивизионе, и также безвольно уступила в четвертьфинале конференции, на этот раз в пяти встречах «Оттаве Сенаторз». Барбер был уволен с поста главного тренера «Флайерз», а на его место назначен главный тренер «Даллас Старз» Кен Хичкок.
Регулярный сезон 2002/2003 «Флайерз» провели достаточно успешно, заняв второе место в дивизионе и одержав 45 побед в 82 матчах. В четвертьфинале Конференции в соперники «Филадельфии» достался «Торонто», для прохождения которого «Флайерз» пришлось провести все семь матчей, причём 3,4 и 6 встречи потребовали проведения овертаймов. Затем «Филадельфия» встречалась с «Оттавой», и уступила ей в шести встречах; примечательно, что в двух победных матчах «Флайерз» голкипер «Филадельфии» Роман Чекманек оформил шатауты. Однако несмотря на эти достижения, по окончании сезона Чекманек был обменян в «Лос-Анджелес Кингз», а его место в воротах занял приобретённый у «Бостон Брюинз» голкипер Джефф Тэкетт.
В феврале 2004 Роберт Эш сменил Тэкетта в качестве основного голкипера «Флайерз», поскольку последнего стали мучить сильные головокружения. Примерно же в это время из строя выбыли Джереми Реник (перелом челюсти) и Кейт Примо (сотрясение мозга), что в конечном счёте привело к появлению в составе «Флайерз» российского центрфорварда Алексея Жамнова. По окончании регулярного сезона «Филадельфия» заняла первое место в дивизионе, попутно обновив рекорд НХЛ по количеству полученных в одной встрече штрафных минут (419 — 5 марта 2004 в матче с «Оттавой»). В четвертьфинале Конференции «Флайерз» одолели «Нью-Джерси» в пяти встречах, в полуфинале — «Торонто» в шести. Финал Конференции с «Тампой» была похож на игру в догонялки — сначала «Лайтнинг» вырывались вперед в серии, и тут же «Филадельфия» ликвидировала отставание. Но в решающей встрече «Тампа» оказалась сильнее — 2:1 — и вышла в финал Лиги, в котором в семи встречах переиграла «Калгари» и завоевала Кубок Стэнли.

### 2005—2012
В сезоне 2009/2010 Филадельфия дошла до финала кубка Стэнли, где проиграла Чикаго Блэкхокс 2-4.

## Командная информация

### Цвета, название и эмблема
4 апреля 1966, партнёр Эда Снайдера Билл Патнем объявил, что основными цветами команды выбраны оранжевый, белый и чёрный. На выбор этих цветов повлияло прошлое Билла — к чёрному и оранжевому, которые были заимствованы у «Филадельфии Квакерз», добавились белый и оранжевый — цвета Техасского университета, выпускником которого Билл и являлся.
12 июля 1966 был проведён конкурс, в котором выбиралось наиболее подходящее название для клуба. В качестве спонсора конкурса выступила компания Acme Markets, к тому времени владевшая крупной сетью супермаркетов в Филадельфии; призом за лучшее название представлял собой цветной телевизор марки RCA, с диагональю 21", за второе и третье место вручались сезонные абонементы на все матчи Филадельфии, а остальным 100 победителям — пара билетов на игру. Среди предлагавшихся названий были Квакерз, Рамблерз, Либерти Беллз, а также Башерз, Близзардз, Брюизерз, Хаскиез, Кистоунз, Кнайтз, Лансерз, Рейдерз и Сейбрз.
Сестра Эда Снайдера, Филлис, предложила свой вариант названия — Флайерз (Лётчики). По её мнению, название представляло собой скорость, стремление к победе. Эд согласился с сестрой, и уже 3 августа 1966 название было официально выбрано. По результатам опроса, более ста человек из 10000 также предложили использовать в качестве названия слово Флайерз, а победителем был выбран Алек Стокард, 9-летний мальчик из города Нарберт в Пенсильвании.
Предложенный Сэмом Чикконе, художником дизайнерской фирмы Мела Ричмэна вариант эмблемы представлял собой букву P, олицетворявшую название города (англ. Philadelphia) с оранжевым кругом в центре — аналог хоккейной шайбы и с четырьмя крыльями — символами движения и скорости, без которых немыслим хоккей. С того времени эмблема Флайерз не претерпела никаких изменений, а в 2008 в конкурсе по выбору лучшей эмблемы среди клубов НХЛ заняла 6 место.

### Форма

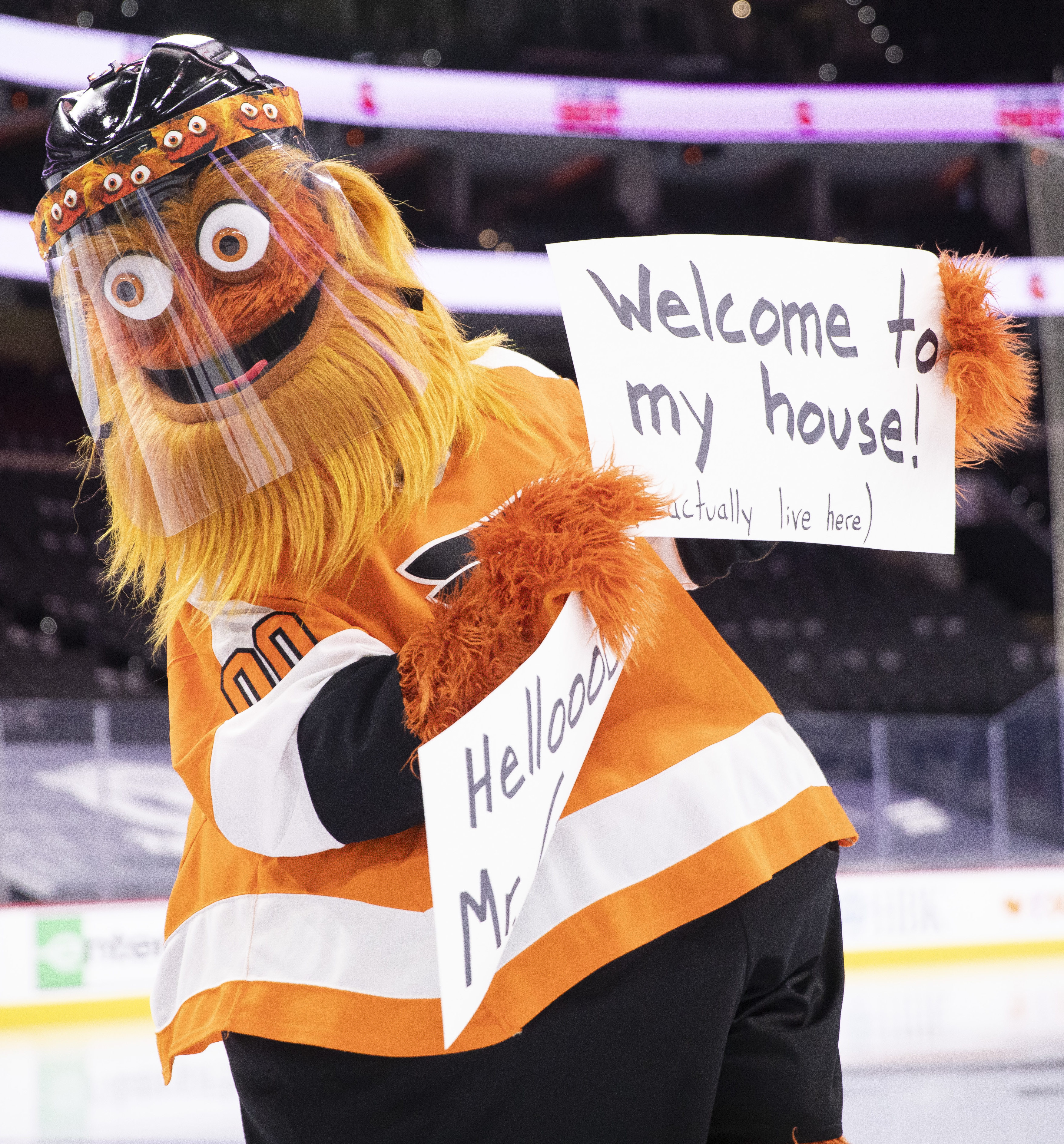
Гритти

Также, как и логотип, форма клуба по замыслу Сэма Чикконе должна была олицетворять скорость. Вследствие чего в домашней форме преобладал оранжевый цвет, и только полосы на плечах и рукава были белыми (изображая крылья), с белым номером на спине и чёрным на рукаве, а в гостевой форме основным оказался белый цвет (как и номер на рукавах), а полосы на рукавах и номер на спине были оранжевыми. Этот дизайн формы просуществовал вплоть до сезона 1981-82 (в сезоне 1970-71 в качестве исключения основным цветом домашней формы был белый, а гостевой — чёрный).
Обновленный дизайн формы клуба стал использоваться с сезона 1982-83 — появилась чёрная полоса, отделяющая рукава от остальной части формы, а также нижняя часть рукава домашней формы перекрасилась в чёрный цвет (для гостевой — в оранжевый). Этот дизайн формы просуществовал вплоть до сезона 2006-07 (в сезоне 2003-04 в качестве исключения основным цветом домашней формы был чёрный вместо оранжевого).
Наряду с другими клубами НХЛ, Флайерз активно начали внедрять альтернативную форму — в сезоне 1997-98 она была чёрного цвета. С сезона 2002-03 по 2006-07 альтернативная форма была оранжевой.
С сезона 2007-08 «Филадельфия» начала использовать форму от Reebok — домашняя была чёрной с белыми и оранжевыми рукавами, а гостевая — белой, с оранжево-чёрными рукавами.

### Маскот
В 1976 у «Филадельфии Флайерз» появился талисман под названием «Слэпшот», однако клуб отказался от его использования уже в следующем году.
Следующий маскот у команды появился перед сезоном 2018/19. Им стало абстрактное оранжевое существо по имени «Гритти». Внешность нового маскота вызвала неоднозначную реакцию как у игроков и болельщиков «Флайерз», так и у журналистов.

## Достижения

### Результаты последних сезонов
Сокращения: И = сыгранные матчи в регулярном чемпионате, В = победы, П = поражения, ПО = поражения в овертаймах, О = очки, ЗШ = забитые шайбы, ПШ = пропущенные шайбы
| Сезон   | Конференция | Дивизион  | Регулярный сезон    | Регулярный сезон | Регулярный сезон | Регулярный сезон | Регулярный сезон | Регулярный сезон | Регулярный сезон | Регулярный сезон | Плей-офф  | Плей-офф  | Плей-офф  | Плей-офф  | Плей-офф  | Плей-офф                                                                                                |
| Сезон   | Конференция | Дивизион  | Место в конференции | И                | В                | П                | ОТ               | О                | ЗШ               | ПШ               | И         | В         | П         | ЗШ        | ПШ        | Результат                                                                                               |
| ------- | ----------- | --------- | ------------------- | ---------------- | ---------------- | ---------------- | ---------------- | ---------------- | ---------------- | ---------------- | --------- | --------- | --------- | --------- | --------- | --- |
| 2018-19 | Восточная   | Столичный | 11                  | 82               | 37               | 37               | 8                | 82               | 244              | 281              | Не попали | Не попали | Не попали | Не попали | Не попали | Не попали                                                                                               |
| 2019-20 | Восточная   | Столичный | 2                   | 69               | 41               | 21               | 7                | 89               | 232              | 196              | 19        | 10        | 6         | 37        | 40        | Выиграли в первом раунде, 4-2 (Монреаль Канадиенс) Проиграли во втором раунде, 3-4 (Нью-Йорк Айлендерс) |
| 2020–21 | —           | Восточный | —                   | 56               | 25               | 23               | 8                | 58               | 163              | 201              | Не попали | Не попали | Не попали | Не попали | Не попали | Не попали                                                                                               |
| 2021–22 | Восточная   | Столичный | 15                  | 82               | 25               | 46               | 11               | 61               | 211              | 298              | Не попали | Не попали | Не попали | Не попали | Не попали | Не попали                                                                                               |
| 2022–23 | Восточная   | Столичный | 14                  | 82               | 31               | 38               | 13               | 75               | 222              | 277              | Не попали | Не попали | Не попали | Не попали | Не попали | Не попали                                                                                               |
| 2023–24 | Восточная   | Столичный | 11                  | 82               | 38               | 33               | 11               | 87               | 235              | 261              | Не попали | Не попали | Не попали | Не попали | Не попали | Не попали                                                                                               |
| 2024–25 | Восточная   | Столичный | 16                  | 82               | 33               | 39               | 10               | 76               | 238              | 286              | Не попали | Не попали | Не попали | Не попали | Не попали | Не попали                                                                                               |

### Рекорды
Регулярный сезон
- Наибольшее число шайб за сезон: Реджи Лич, 61 (1975-76)
- Наибольшее число передач за сезон: Бобби Кларк, 89 (1974-75 и 1975-76)
- Наибольшее число очков за сезон: Марк Рекки, 123 (1992-93)
- Наибольшее число штрафных минут за сезон: Дейв Шульц, 472 (1974-75) (Рекорд НХЛ)
- Наибольшее число очков за сезон, защитник: Марк Хоу, 82 (1985-86)
- Наибольшее число очков за сезон, дебютант: Микаэль Ренберг, 82 (1993-94)
- Наибольшее число побед за сезон: Берни Парент, 47 (1973-74)
- Наибольшее число сухих матчей за сезон: Берни Парент, 12 (1973-74 и 1974-75)
- Наибольшее число голов в большинстве за сезон: Тим Керр, 34 (1985-86) (Рекорд НХЛ)

Плей-офф
- Наибольшее число шайб в плей-офф: Реджи Лич, 19 (1975-76) (делит рекорд НХЛ вместе с Яри Курри)
- Наибольшее число шайб в плей-офф, защитник: Энди Делмор, 5 (1999—2000)
- Наибольшее число передач в плей-офф: Пелле Эклунд, 20 (1986-87)
- Наибольшее число очков в плей-офф: Даниэль Бриер, 30 (2009-10)
- Наибольшее число очков в плей-офф, защитник: Дуг Кроссмэн, 18 (1986-87)
- Наибольшее число штрафных минут в плей-офф: Дейв Шульц, 139 (1973-74)

Команда
- Наибольшее число очков за сезон: 118, (1975-76)
- Наибольшее число побед за сезон: 53, (1984-85, 1985-86)
- Наибольшее число шайб за сезон: 350, (1983-84)
- Наименьшее число пропущенных шайб за сезон: 164, (1973-74)
- Наибольшая беспроигрышная серия: 35 матчей, (1979-80) (Рекорд НХЛ)

## Команда 2024/2025

### Текущий состав
| №                         | Игрок              | Страна                    | Хват    | Дата рождения              | Рост (см) | Вес (кг) | Средняя зарплата ($) | Действителен до |
| Вратари                   | Вратари            | Вратари                   | Вратари | Вратари                    | Вратари   | Вратари  | Вратари              | Вратари         |
| ------------------------- | ------------------ | ------------------------- | ------- | -------------------------- | --------- | -------- | -------------------- | --------------- |
| 33                        | Самуэль Эрссон     | Швеция                    | Левый   | 20 октября 1999 (25 лет)   | 188       | 80       | 1,450,000            | 2025/26         |
| 35                        | Алексей Колосов    | Беларусь                  | Левый   | 4 января 2002 (23 года)    | 185       | 77       | 925,000              | 2025/26         |
| 80                        | Даниэль Владарж    | Чехия                     | Левый   | 20 августа 1997 (27 лет)   | 196       | 84       | 3,350,000            | 2026/27         |
| 82                        | Иван Федотов       | Россия                    | Левый   | 28 ноября 1996 (28 лет)    | 201       | 93       | 3,250,000            | 2025/26         |
| Защитники                 |                    |                           |         |                            |           |          |                      |                 |
| -                         | Деннис Гилберт     | Соединённые Штаты Америки | Левый   | 30 октября 1996 (28 лет)   | 188       | 90       | 875,000              | 2025/26         |
| 3                         | Хельге Гранс       | Швеция                    | Правый  | 10 мая 2002 (23 года)      | 191       | 93       | 787,500              | 2026/27         |
| 5                         | Егор Замула        | Россия                    | Левый   | 30 марта 2000 (25 лет)     | 191       | 77       | 1,700,000            | 2025/26         |
| 6                         | Трэвис Сэнхайм     | Канада                    | Левый   | 29 марта 1996 (29 лет)     | 191       | 82       | 6,250,000            | 2030/31         |
| 8                         | Кэмерон Йорк       | Соединённые Штаты Америки | Левый   | 5 января 2001 (24 года)    | 180       | 78       | 5,150,000            | 2029/30         |
| 9                         | Джейми Драйсдейл   | Канада                    | Правый  | 8 апреля 2002 (23 года)    | 180       | 83       | 2,300,000            | 2025/26         |
| 13                        | Адам Йиннинг       | Швеция                    | Левый   | 13 февраля 2000 (25 лет)   | 193       | 93       | 787,500              | 2025/26         |
| 24                        | Ник Силер          | Соединённые Штаты Америки | Левый   | 3 июня 1993 (32 года)      | 188       | 91       | 2,700,000            | 2027/28         |
| 36                        | Эмиль Андре        | Швеция                    | Левый   | 23 февраля 2002 (23 года)  | 175       | 80       | 925,000              | 2025/26         |
| 47                        | Ноа Джулсен        | Канада                    | Правый  | 2 апреля 1997 (28 лет)     | 188       | 84       | 900,000              | 2025/26         |
| 55                        | Расмус Ристолайнен | Финляндия                 | Правый  | 27 октября 1994 (30 лет)   | 192       | 99       | 5,100,000            | 2026/27         |
| 59                        | Оливер Бонк        | Канада                    | Правый  | 9 января 2005 (20 лет)     | 185       | 80       | 925,000              | 2025/26         |
| 94                        | Райан Эллис        | Канада                    | Правый  | 3 января 1991 (34 года)    | 178       | 82       | 6,250,000            | 2026/27         |
| Левые крайние нападающие  |                    |                           |         |                            |           |          |                      |                 |
| 27                        | Ноа Кейтс          | Соединённые Штаты Америки | Левый   | 5 февраля 1999 (26 лет)    | 185       | 77       | 4,000,000            | 2028/29         |
| 44                        | Николя Делорье     | Канада                    | Левый   | 22 февраля 1991 (34 года)  | 185       | 100      | 1,750,000            | 2025/26         |
| -                         | Никита Гребёнкин   | Россия                    | Левый   | 10 декабря 1999 (25 лет)   | 187       | 87       | 875,000              | 2025/26         |
| Центрфорварды             |                    |                           |         |                            |           |          |                      |                 |
| 14                        | Шон Кутюрье — К    | Канада                    | Левый   | 7 декабря 1992 (32 года)   | 192       | 96       | 7,750,000            | 2029/30         |
| 17                        | Джетт Лучанко      | Канада                    | Правый  | 21 августа 2006 (18 лет)   | 180       | 82       | 975,000              | 2026/27         |
| 18                        | Родриго Аболс      | Латвия                    | Левый   | 5 января 1996 (29 лет)     | 193       | 85       | 800,000              | 2025/26         |
| 23                        | Карсен Дорварт     | Соединённые Штаты Америки | Левый   | 17 сентября 2002 (22 года) | 185       | 88       | 975,000              | 2025/26         |
| 28                        | Кристиан Дворак    | Соединённые Штаты Америки | Левый   | 2 февраля 1996 (29 лет)    | 183       | 85       | 5,400,000            | 2025/26         |
| -                         | Тревор Зеграс      | Соединённые Штаты Америки | Левый   | 20 марта 2001 (24 года)    | 183       | 84       | 5,750,000            | 2025/26         |
| 78                        | Джейкоб Гоше       | Канада                    | Правый  | 9 марта 2001 (24 года)     | 191       | 84       | 872,500              | 2025/26         |
| 90                        | Энтони Ришар       | Канада                    | Левый   | 20 декабря 1996 (28 лет)   | 178       | 74       | 775,000              | 2025/26         |
| Правые крайние нападающие |                    |                           |         |                            |           |          |                      |                 |
| 10                        | Бобби Бринк        | Соединённые Штаты Америки | Правый  | 8 июля 2001 (24 года)      | 173       | 74       | 1,500,000            | 2025/26         |
| 11                        | Трэвис Конекни — А | Канада                    | Правый  | 11 марта 1997 (28 лет)     | 178       | 79       | 8,750,000            | 2032/33         |
| 12                        | Девин Каплан       | Соединённые Штаты Америки | Правый  | 10 января 2004 (21 год)    | 191       | 90       | 921,667              | 2026/27         |
| 19                        | Гарнет Хэтэуэй     | Соединённые Штаты Америки | Правый  | 23 ноября 1991 (33 года)   | 188       | 94       | 2,400,000            | 2026/27         |
| 39                        | Матвей Мичков      | Россия                    | Левый   | 9 декабря 2004 (20 лет)    | 178       | 79       | 950,000              | 2026/27         |
| -                         | Дживани Смит       | Канада                    | Левый   | 27 февраля 1998 (27 лет)   | 188       | 95       | 800,000              | 2024/25         |
| 71                        | Тайсон Форстер     | Канада                    | Правый  | 18 января 2002 (23 года)   | 188       | 88       | 3,750,000            | 2026/27         |
| 74                        | Оуэн Типпетт       | Канада                    | Правый  | 16 февраля 1999 (26 лет)   | 183       | 83       | 6,200,000            | 2031/32         |

### Штаб
| Должность            | Имя                | Страна                    | Дата рождения             | В должности |
| -------------------- | ------------------ | ------------------------- | ------------------------- | ----------- |
| Генеральный менеджер | Даниэль Бриер      | Канада                    | 6 октября 1977 (47 лет)   | с 2023 года |
| Главный тренер       | Рик Токкет         | Флаг Канады               | 9 апреля 1964 (61 год)    | c 2025 года |
| Помощник тренера     | Тодд Рирден        | Соединённые Штаты Америки | 25 июня 1971 (54 года)    | c 2025 года |
| Помощник тренера     | Ярослав Швейковски | Чехия                     | 1 октября 1976 (48 лет)   | с 2025 года |
| Помощник тренера     | Дилан Кроуфорд     | Канада                    | 10 июля 1971 (54 года)    | с 2025 года |
| Помощник тренера     | Джей Варади        | Соединённые Штаты Америки | 16 сентября 1977 (47 лет) | c 2025 года |
| Тренер вратарей      | Ким Диллабо        | Канада                    | 28 июля 1977 (47 лет)     | с 2015 года |

## Почести
Неиспользуемые номера:
- 1 — Берни Парент, голкипер (1967—1971, 1973—1979). Выведен из обращения на церемонии 11 октября 1979 года.
- 4 — Барри Эшби, защитник (1970—1974). Выведен из обращения на церемонии 3 апреля 1975.
- 7 — Билл Барбер, левый нападающий (1972—1984). Выведен из обращения на церемонии 11 октября 1990.
- 16 — Бобби Кларк, центрфорвард (1969—1984). Выведен из обращения на церемонии 15 ноября 1984.
- 88 — Эрик Линдрос, центрфорвард (1992—2000). Выведен из обращения на церемонии 18 января 2018.[23]

Закреплённые номера: номер 99 был навечно закреплен за Уэйном Гретцки и выведен из обращения во всех клубах Национальной хоккейной лиги с 6 февраля 2000. Номер 31 — неофициально закреплён за голкипером Пелле Линдбергом (1981-86) с момента его гибели в ноябре 1985.
Зал хоккейной славы: На данный момент в Зале хоккейной славы от «Филадельфии Флайерз» числится четырнадцать человек — девять хоккеистов: голкипер Берни Парент (1984), защитник Марк Хоу (2011), форварды Бобби Кларк (1987), Билл Барбер (1990), Эрик Линдрос (2016), а также Пол Коффи, Дэйл Хаверчук, Дэррил Ситтлер и Аллан Стэнли, сыгравшие за «Флайерз» не более двух с половиной сезонов; четверо из руководства «Филадельфии»: Кит Аллен, успевший побывать не только главным тренером «Филадельфии» (1967-69), но и генеральным менеджером (1969-83), а также исполнительным директором (с 1980), главный тренер Роджер Нильсон (1997—2000), генеральный менеджер Бад Пойл (1967-69) и создатель-владелец «Флайерз» Эд Снайдер, с 1996 — президент клуба; и один комментатор — Джин Харт, освещавший матчи «Филадельфии» в период с 1967 по 1995.
Зал славы Флайерз: Создан в 1988, предназначен для людей, внёсших значительный вклад в клуб. На сегодняшний день в него включены 19 бывших игроков и руководителей, в том числе Берни Парент (1988) и Бобби Кларк (1988), а также Билл Барбер (1989), Джин Харт (1992), Тим Керр (1994), Брайан Пропп (1999), Марк Хоу (2001) и Дейв Пулен (2004). C 6 февраля 2008 в Зал славы Флайерз включён Рон Хекстолл.

## Руководство
Капитаны команды
- Лу Анготти, 1967-68
- Эд ван Импе, 1968-73
- Бобби Кларк, 1973-79
- Мел Бриджмен, 1979-81
- Билл Барбер, 1981-82
- Бобби Кларк, 1982-84
- Дейв Пулин, 1984-89
- Рон Саттер, 1989-91
- Рик Токкет, 1991-92
- Без капитана, 1992-93
- Кевин Динин, 1993-94
- Эрик Линдрос, 1994-2000
- Эрик Дежарден, 2000-01
- Кейт Примо, 2001-06
- Дериан Хэтчер, 2006
- Петер Форсберг, 2006-07
- Джейсон Смит, 2007-08
- Майк Ричардс, 2008-11
- Крис Пронгер, 2011-12
- Клод Жиру, 2012-22
- Без капитана, 2022-н.в.

Главные тренеры
- Кит Аллен, 1967-69
- Вик Стасюк, 1969-71
- Фред Широ, 1971-78
- Боб Маккаммон, 1978
- Пэт Куинн, 1978-82
- Боб Маккаммон, 1982-84
- Майк Кинэн, 1984-88
- Пол Холмгрен, 1988-92
- Билл Дайнин, 1992-93
- Терри Симпсон, 1993-94
- Терри Мюррей, 1994-97
- Уэйн Кашман, 1997-98
- Роджер Нильсон, 1998-2000
- Крэйг Рэмси, 2000
- Билл Барбер, 2000-02
- Кен Хичкок, 2002-06
- Джон Стивенс, 2006-09
- Питер Лавиолетт, 2009-13
- Крэйг Беруби, 2013-15
- Дэйв Хэкстол, 2015-18
- Скотт Гордон (и.о.), 2018-19
- Ален Виньо, 2019-21
- Майк Йео (и.о.) 2021-22
- Джон Торторелла, 2022-2025
- Брэд Шоу (и.о.) 2025-н.в.

Генеральные менеджеры
- Бад Пойл, 1967-69
- Кит Аллен, 1969-83
- Боб Маккаммон, 1983-84
- Бобби Кларк, 1984-90
- Расс Фаруэлл, 1990-94
- Бобби Кларк, 1994-06
- Пол Холмгрен, 2006-14
- Рон Хекстолл, 2014-18
- Чак Флетчер, 2018-23
- Даниэль Бриер, 2023-н.в.